# 8102 Йосікадзу
8102 Йосікадзу (8102 Yoshikazu) — астероїд головного поясу, відкритий 14 січня 1994 року.
Тіссеранів параметр щодо Юпітера — 3,307.
Названо на честь астронома-аматора Йосікадзу (яп. よしかず(義和)).